# 芒棒乡 (瑞丽市)
芒棒乡原作曼棒乡，是云南省德宏傣族景颇族自治州瑞丽市曾经下辖的一个乡，驻地在芒棒村，汉族、傣族是镇内主要民族:1090。芒棒乡已于2005年撤销，辖区划归畹町镇。

## 历史
芒棒历史上是遮放副宣抚司的辖地，民国初属芒遮板行政区，后属潞西设治局，分属潞西设治区第二区遮放镇和遮告㽘:25。中华人民共和国成立后属潞西县遮放区的戛中乡和新民乡。1958年至1966年间，戛中乡的曼另、曼棒、回环和新民乡的幸党、回龙、广董、南帕冷等村寨划归畹町镇（县级）管辖，合建曼另乡。1969年成立胜利公社，1977年改为曼棒公社。1984年改为曼棒乡。1985年县级畹町市成立，曼棒乡属畹町市。1994年中缅联检勘界时确定将畹町地名中的“曼”改为“芒”，曼棒乡遂更名芒棒乡。:24-251999年畹町市并入瑞丽市，芒棒乡改属瑞丽市。:25782005年10月，芒棒乡撤销，辖区并入畹町镇。:58

## 地理
芒棒乡位于瑞丽市东部，乡境半山半坝区，多为丘陵台阶地带，曼棒坝为畹町河冲击出的河谷小坝，是乡内主要的耕作区。芒棒乡属亚热带气候，雨量充沛，年降雨量1,644.3毫米。最高气温35.1℃，最低气温0.8℃，年均温20.0℃，一般海拔890米。全乡面积43.52平方千米，共有耕地6,307亩，其中水田2,980亩。:25

## 行政区划
芒棒乡不设村公所，下辖自然村有：
芒棒村、回环村、团结村、芒令村、弄弄村、回龙村、南帕冷村和广董村。:682